# 寿昌江

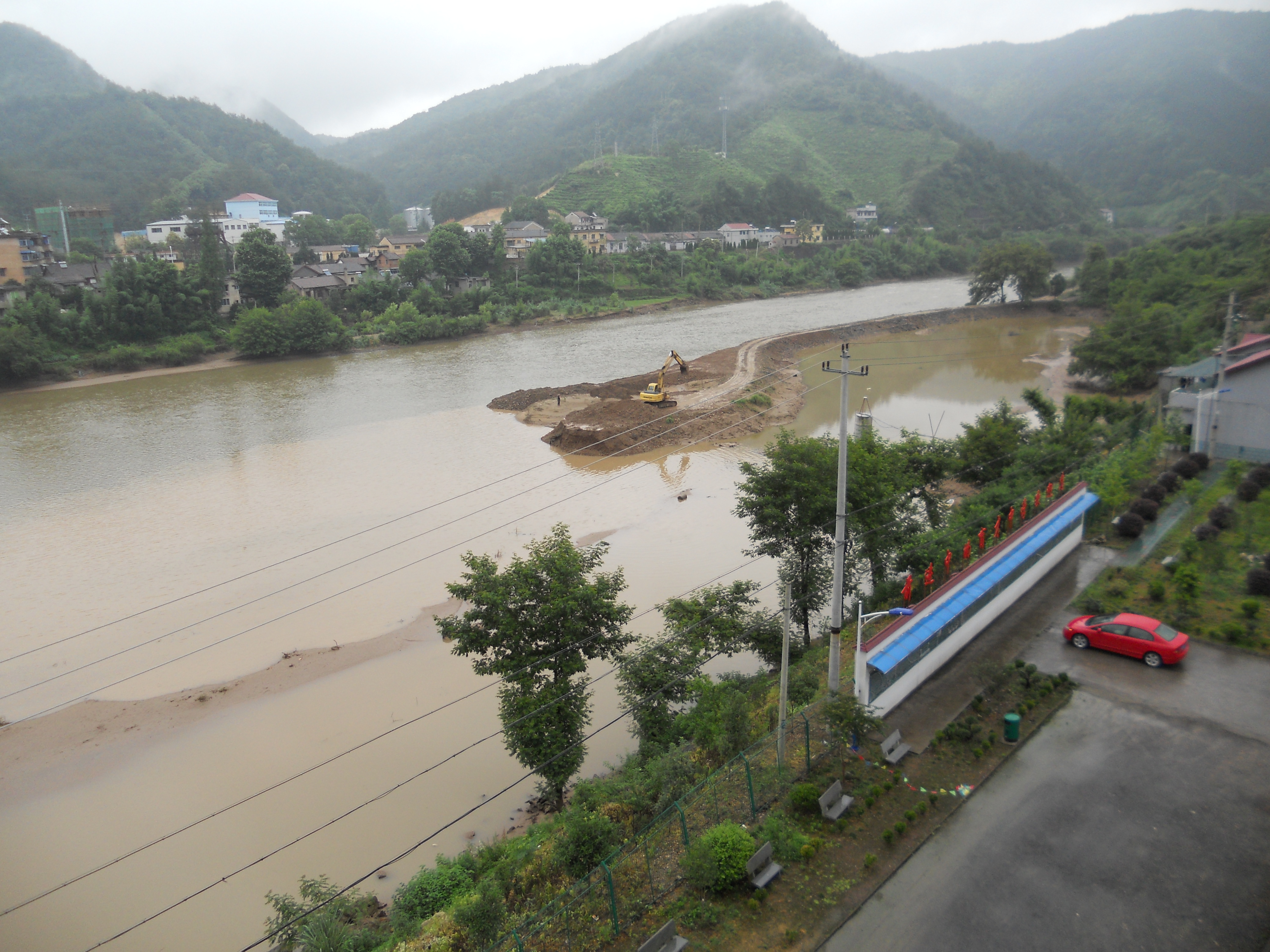
建德市育才中学附近河段

寿昌江，位于中华人民共和国浙江省建德市的一条河流，是新安江右岸支流，发源于建德市西南李家镇大坑源村翁家，向东南流至大同镇上马居委会转东北流，经大同镇、航头镇、寿昌镇、更楼街道等地，最后于建德市西南郊庙嘴头汇入新安江。河长65.8千米，流域面积692.3平方千米。